# Villes et Villages des Justes de France
Villes et Villages des Justes de France est un réseau de localités françaises ayant consacré un lieu de mémoire rappelant les valeurs portées par les Justes parmi les nations.
Ce lieu de mémoire peut prendre différentes formes : plaque commémorative, stèle, nom de lieu, etc. Il a été créé en 2010 par le Comité français pour Yad Vashem et regroupe 54 communes en juin 2014, et 139 communes en janvier 2022.
L'adhésion au réseau doit s'accompagner d'initiatives pédagogiques, documentaires, mémorielles, etc. sur les Justes de la commune.

## Liste des communes du réseau
Le réseau regroupe des communes très diverses, tant par la taille que par la localisation géographique :
| Commune                            | Département       | Lieu de mémoire |
| ---------------------------------- | ----------------- | --- |
| Beuil                              | Alpes-Maritimes   | Plaque en hommage aux Justes |
| Brive-la-Gaillarde                 | Corrèze           | Square des Justes |
| Châteaumeillant                    | Cher              | Plaque de remerciement aux Justes qui ont caché et sauvé une quarantaine de familles juives en 1939-45, apposée à l'ancien chapître en juin 2022. |
| Ganges                             | Hérault           | Amphithéâtre Alice Ferrières |
| Lacaune                            | Tarn              | Esplanade des Justes |
| La Rochelle                        | Charente-Maritime | Rond-point des Justes parmi les Nations |
| Plusieurs arrondissements de Paris | Paris             | |
| Vabre                              | Tarn              | Plaque en mémoire de ceux ayant œuvré au sauvetage de Juifs, posée sur la gendarmerie                                                             |
| Valenciennes                       | Nord              | Épicerie sociale Madeleine Dietz |